# Тит Турпилий Декстер
Тит Турпилий Декстер (на латински: Titus Turpilius Dexter) е политик и сенатор на Римската империя през 1 век.
През ноември и декември 81 г. Декстер е суфектконсул заедно с Марк Меций Руф.